# Acassuso
Acassuso is een plaats in het Argentijnse bestuurlijke gebied San Isidro in de provincie Buenos Aires. De plaats telt 12.842 inwoners.

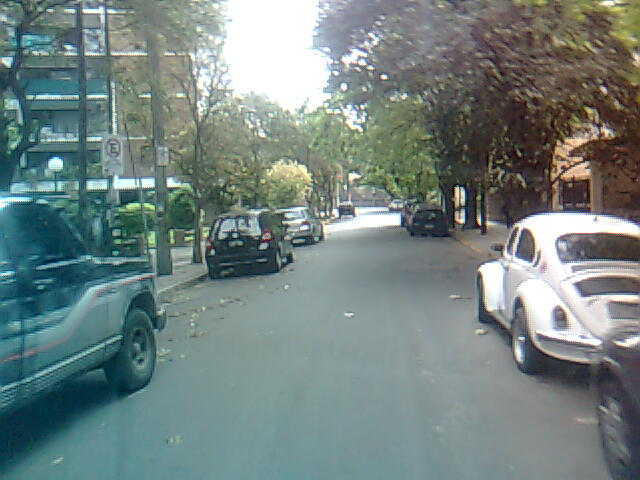
Straat in Acassuso